# Neocities
Neocities est un hébergeur web ayant pour objectif de faciliter la création de sites internet personnels afin d'offrir une alternative aux réseaux sociaux.

## Histoire
Neocities est lancé le 28 juin 2013 par Kyle Drake avec un espace de stockage gratuit de 10 Mb ; Kyle Drake dit que cette limite permet à la fois de limiter les frais de sa plateforme et de montrer qu'on peut faire beaucoup avec peu d'espace de stockage. Par le choix de ce nom, Neocities s'inscrit dans la continuité de Geocities et son fondateur est conscient que sa plateforme peut constituer un lieu de nostalgie bien que sa volonté soit de créer le web de demain,. À l'époque de la création de Neocities, 150 $ par mois suffisent à héberger 2 millions de sites gratuits. Le 22 avril 2015, soit deux ans après le lancement, Neocities compte 43 500 sites et multiplie par 10 son stockage gratuit, le faisant passer de 10 Mb à 100 Mb. Deux ans plus tard, Neocities décuple à nouveau l'espace de stockage gratuit pour atteindre 1 Gb. Depuis, la limite l'espace de stockage reste la même et 914 300 sites sont hébergés sur Neocities.